# 醫學期刊聯誼會
醫學期刊聯誼會（Journal club）為一群醫學相關人定期聚會，其主要目的在嚴苛評論科學文獻上有關醫學臨床應用之近期文章。醫學期刊聯誼會促進循证医学於醫學文獻上的應用，正如每位參予者能夠發表兩個基本問題之觀點：其一，是否這個研究結果為確實的；其二，且是否這個結果在臨床上是有助益的。

## 歷史
最早提到醫學期刊聯誼會是在一本由過世的英國外科醫生詹姆士·皮傑爵士所出版的名為《備忘錄與信件》的書中記載著，皮傑爵士描述著於1800年代中期位在伦敦聖巴塞洛繆醫院的一個這樣團體為「像是一個聯誼會一般……地點位於鄰近醫院大門一家麵包店的樓上小房間，在那兒咱們能夠好好的坐下來閱讀這些醫學期刊」。
威廉·奧斯勒爵士於1875年在蒙特利尔的麦吉尔大学建立第一個正式的期刊俱樂部。奧斯勒醫學期刊聯誼會原始宗旨是為“購買與傳佈醫學期刊給那些訂閱不起的讀者”。

## 外部連結
- JournalReview.org - 線上醫學期刊聯誼會 （页面存档备份，存于）
- Beyond Open Access: Open Discourse, the next great equalizer （页面存档备份，存于）, 逆轉錄病毒學期刊 2006年, 3:55